# Manhunt International 1993
Manhunt International 1993 là cuộc thi Manhunt International lần thứ nhất được tổ chức tại Gold Coast, Úc. Tổng cộng có 24 người tham gia tranh tài để giành danh hiệu Manhunt International đầu tiên. Thomas Sasse đến từ Đức giành chiến thắng trong cuộc thi.

## Kết quả
| Thứ hạng                   | Thứ hạng                     | Thứ hạng | Thứ hạng |
| Hạng                       | Thí sinh                     |          |          |
| -------------------------- | ---------------------------- | -------- | -------- |
| Manhunt International 1993 | Đức - Thomas Sasse           |          |          |
| Á vương 1                  | Thổ Nhĩ Kỳ - Berke Hurcan    |          |          |
| Á vương 2                  | Thụy Sĩ - Raffaele Memoli    |          |          |
| Á vương 3                  | Philippines - Aaron Small    |          |          |
| Á vương 4                  | New Caledonia - Michel Boeuf |          |          |
| Giải thưởng đặc biệt       |                              |          |          |
| Giải thưởng                | Thí sinh                     |          |          |
| Mr. Physique               | Philippines - Aaron Small    |          |          |
| Mr. Tourism                | New Caledonia - Michel Boeuf |          |          |

## Các thí sinh
24 thí sinh dự thi.
| Quốc gia/vùng lãnh thổ   | Thí sinh              |
| ------------------------ | --------------------- |
| Anh                      | Peter Poles           |
| Bỉ                       | Jurgen Baeten         |
| Canada                   | Martin Vinyard        |
| Đức                      | Thomas Sasse          |
| Hà Lan                   | Oscar Van Es          |
| Hoa Kỳ                   | Jeff Ericksen         |
| Hy Lạp                   | Manos Meletiou        |
| Ireland                  | Brett Gray            |
| Malaysia                 | Eugene Ming           |
| New Caledonia            | Michel Boeuf          |
| New Zealand              | Jimmy Watson          |
| Pháp                     | Aaron Yurtner         |
| Philippines              | Aaron Small           |
| Singapore                | Felix Loke            |
| Sri Lanka                | Michael Fernandopulle |
| Thổ Nhĩ Kỳ               | Berke Hurcan          |
| Thụy Điển                | Jarrod Larsen         |
| Thụy Sĩ                  | Raffaele Memoli       |
| Tonga                    | Jeff Vikelotu         |
| Úc                       | Con Demetriou         |
| Vanuatu                  | Jonathan Naupa        |
| Quần đảo Virgin thuộc Mỹ | Hohn Mifsud           |
| Ý                        | Damian La Pia         |
| Zaire                    | Michael Kabama        |